# Jøkulgavlen
Der Jøkulgavlen (norwegisch für Gletschergabel) ist ein markanter und abgeflachter Gebirgskamm im ostantarktischen Königin-Maud-Land. Im Borg-Massiv bildet er den südlichen Teil des Jøkulskarvet.
Norwegische Kartografen, die ihn auch benannten, kartierten ihn anhand von Luftaufnahmen und Vermessungen der Norwegisch-Britisch-Schwedischen Antarktisexpedition (1949–1952).